# Tactic
Tactic è un comune del Guatemala facente parte del Dipartimento di Alta Verapaz.
L'abitato venne fondato da missionari domenicani attorno al 1545.